# グラビアの美少女 (テレビ番組)
『グラビアの美少女』（グラビアのびしょうじょ）とは、MONDO21（現・MONDO TV）などで放送されていたテレビ番組。

## 概要
- 一人のアイドルが与えられた仕事をこなすパートとイメージシーンを合わせた番組で、企画・構成も出演するアイドルが自ら担当する。
- 過去の出演者の中には、タレント・女優として成長したアイドルもおり、お宝映像となっている。
- 放送時間は第1回から第126回までは1人あたり60分だったが、第127回から2人あわせて60分になり、第155回から1人30分となっている。
- 地上波でも独立UHF局で放送される場合がある。
- MONDO21開局時から放送されている番組であったが、2009年9月をもって終了した。また、パンチクラブでも2008年3月分で終了している。
- なおMONDO TVでは、2011年9月より水着イメージシーンのみを集めて再編集した「グラビアの美少女〜水着コレクション〜」の放送を開始している。

## 出演者一覧

### 1996年
- 木内あきら
- 川瀬なを
- 松井友香
- 朝比奈まり
- 葉山奈美
- 古川恵美子
- 三崎千香

### 1997年
- 桜井亜弓
- 麻生かおり
- 原田志乃
- 井上麻美
- 荒井美恵子
- 森下純菜
- 遠山かすみ
- 鈴木史華
- 植松香
- CONA-milk
- 浜田春菜
- 岸本由香里

- 桂木萌
- 真下友恵
- 森山佐記子
- 秋元綾香
- 小野瑞穂
- 丸山未帆
- 麻生奈未
- 菅原晶子
- 児島玲子
- 浅田好未
- 須之内美帆子
- 西本はるか

- 桜井あゆみ
- 柳明日香
- 大原かおり
- 今村理恵
- 西原麻衣
- 菊池万里江
- 真部明美
- 幸田舞衣子
- 島田沙羅
- 嘉門洋子
- 神宮美梨
- 望月沙耶

- 森本美希
- 白鳥智恵子
- 寺島なつ
- 小島可奈子
- 桜庭あつこ
- 安西ひろこ
- 五十嵐りさ
- 坂上麻耶
- 酒井美雪
- 廣瀬真弓
- 片石貴子

### 1998年
- 松田純
- 実田江梨花
- 松下安里
- 藤村ちか
- 照屋友季子
- 服部沙智子
- 横山夏子
- 朝倉ちあき
- 山本エレナ

- 吉井怜
- ペパーミント
- 梶原芽衣
- 来栖あつこ
- 佐藤亜由美
- 森ひろこ
- 松岡由樹
- 酒井若菜
- 黒羽夏奈子

- 黒木さゆり
- 藤森みゆき
- 村田あゆみ
- 石川瞳
- 井の上鳩
- 柴田あさみ
- 永井流奈
- 宮澤寿梨
- 藤崎安可里

- 佐藤江梨子
- 加藤あい
- 綾倉和香
- 酒井彩名
- 五十嵐結花
- 飯窪五月

### 1999年
- 村田洋子
- 相沢しの
- 高橋美夕紀
- 鈴木理恵
- 高野京子
- 小野寺紀子
- 安めぐみ
- 二見恵里子
- 八木沼真由子
- 山咲ひとみ
- 福井裕佳梨
- 園原佑紀乃

- 山川恵里佳
- 北沢まりあ
- 曲山えり
- 釈由美子
- 浜中千歳
- 鮎川みな
- 久保亜沙香
- 福沢美穂
- 徳武莉奈
- 小川まるみ
- 松坂紗良
- 小池祥絵

- 木暮南
- 木村絵理菜
- 木田さくら
- 田村美和
- 君嶋ゆかり
- 升水美奈子
- 加山花衣
- ペパーミント
- 北島えり
- 眞鍋かをり
- 吉田由莉
- 高田知里

- 高島優子
- 小池栄子
- 吉田良子
- 伊吹未奈
- かわい綾
- 小野田優美
- 中澤一美
- 伊藤絵理香
- 松藤あつこ

### 2000年
- 岡田夏里七
- 上原まゆみ
- 川村亜紀
- 坂井優美
- 藤崎麻美
- 後藤由記
- 古谷沙織
- 鈴木朝美

- 相原未希
- 河合ともみ
- 宮崎景子
- 浅見翔子
- 深海理絵
- 下山友恵
- 浮田久恵
- 谷理沙

- 福井裕佳梨
- 安田良子
- 小谷美裕
- 藤川のぞみ
- 中島礼香
- 三月
- 蒼和歌子
- 松坂紗良

- 小宮理英
- 稲垣茜
- 前島亜美奈
- 浅田りょう
- 中根祥子
- 吉川茉絵
- 黒沢ゆう子
- 天野めぐみ

### 2001年
- 小倉優子
- 佐藤ゆりな
- 宇恵さやか
- 栗羽美来
- 菅原あずさ
- 久志麻里奈
- 楊原京子
- 桂亜沙美
- 岩崎三沙子
- 福井裕佳梨
- 大村彩子

- 梨和舞
- 高木梓
- 有村美波
- 緑川のりこ
- 北本ユキ
- 井上望
- 佐野涼子
- 井上直美
- 吉沢萌
- 鈴木繭菓
- 神谷京子

- 庄司有希
- 榊安奈
- 朝倉香乃
- 澁谷良子
- 松田由美子
- 磯山さやか
- 工藤あさぎ
- 海宝久美子
- 園田美幸
- 久遠さやか
- 山川加奈

- 米田奈美子
- 片山理恵
- 真央
- 乃川ゆうき
- 藤村春菜
- 新井梨絵
- 折原みか
- 土方みなみ
- 沼尻沙弥香

### 2002年
- 工藤亜耶
- 大蔵淳子
- 金子絵里
- 朝比奈りえ
- 盛内愛子
- 村上由美子
- 古賀美智子
- 松金洋子
- 太田千晶
- 斉藤未知
- 椎名真白
- 窪塚愛
- 鈴木繭菓

- 田中希美
- 金田千亜季
- 東琴乃
- 那由多遥
- 佐藤寛子
- 川中麻衣
- 佐藤麻紗
- 宮川マサミ
- 倉橋ひより
- 倉貫まりこ
- 林真唯
- 斉藤まや
- 浦田愛理奈

- 別所彩香
- 佐藤ともみ
- 東海林愛美
- 洲脇久美子
- 立石あい
- 我妻沙織
- 石崎真理
- 山本早織
- 長谷川愛
- 古賀美智子
- 加藤友香
- 桜木睦子
- 佐藤千晶

- 土肥あさみ
- 福愛美
- 関口和
- 吉沢萌
- 奈緒
- 吉川綾乃
- 松原渓
- 細田あかり
- 石井沙羅
- 石井あや
- 桜井なお
- 倉貫まりこ
- 広瀬麻衣

### 2003年
- 内田亜紗子
- 上杉弘美
- 白川友香
- 綾瀬美姫
- 山崎裕子
- 田嶋紗羅
- 秋葉靖子
- 伊達アズミ
- 井上和香
- 池永亜美
- 星野加奈
- 小川エリカ
- 中沢なつき

- 青木小明
- 藤島ひろみ
- 桜木睦子
- 渡辺奈緒子
- 浜田翔子
- 松尾永遠
- 桑原彩美
- 山本早織
- 神余瑞希
- 鳥澤奈央
- 後藤美佳
- 千尋
- 葵咲知里

- 松本梨愛
- 二宮歩美
- 花清真由子
- 上杉弘美
- 中島舞
- 松山まみ
- 宮崎ハーモニー
- 水原鈴花
- 島本里沙
- 倉貫まりこ
- 石本ひな
- 後藤香南子
- 岩佐真悠子

- 田中裕美
- 堀切麻紀
- 吉野百美
- 森下真理
- 北見綾野
- 吉川綾乃
- 留美
- 桜井果歩
- 加藤彩
- 葉里真央
- 菊池美来
- 稲葉玲子
- 類家明日香

### 2004年
- 七海薫
- 別符かおり
- 中原ユリ
- 宮前るい
- 山田愛子
- 松村あやか
- 田辺はるか

- 麻生奈央
- 山口遥
- 夏目理緒
- 河中麻系
- 相原真奈美
- 川村ゆきえ
- 秋山奈々

- 安座間ゆきの
- 星野飛鳥
- 野崎亜里沙
- 小川摩起
- 長谷川瞳
- 樋口真未
- 藤原七虹

- 生駒エリコ
- 三宅梢子
- 下北まり
- 下村真理
- かでなれおん
- 大久保麻梨子

### 2005年
- 渡辺結花
- 河井えり
- 早美あい
- 田澤麻衣
- 伊藤瞳
- 石井めぐる
- 北神朋美
- 疋田紗也
- 海川ひとみ
- 佐野麻百合

### 2006年
- こばやしまり
- 斉藤友以乃
- 榊りな
- 野口ちえこ
- 井上ゆりな
- 原田桜怜
- 長谷川加奈
- 桜庭小春
- 愛川ゆず季
- 山口愛実
- 山中めぐみ
- 大塚みほ

- 上山万里
- 次原かな
- 大塚まえ
- 伊藤えみ
- 古賀さゆり
- 里中裕奈
- 平田弥里
- 百瀬実咲
- 小池里奈
- 南明奈
- 木口亜矢
- 相澤仁美

- いとうあこ
- 井尚美
- 矢口聖来
- 鈴木あきえ
- 堀田ゆい夏
- 飯田ともこ
- 松田ちい
- 小澤絵理菜
- 木嶋のりこ
- 横張しほり
- 鷲巣あやの
- 北村ひとみ

- 草場恵
- 稲生美紀
- 原田まり
- 河合ヒナ
- 吉原夏紀
- 芝田翔生子
- 荒川愛
- 小倉遥
- 優木美咲
- 雪谷和美
- 小田あさ美
- 小林優美

### 2007年
- 戸田れい
- 川元由香
- 小林万桜
- 倉田みな
- 山口ひかり
- 藤井怜奈
- 橘よしえ
- マリア・ファッション

- 坂本りおん
- 藤咲みゆ
- 中澤優子
- 佐々木梨絵
- 岡本果奈美
- 河合いよ
- 秦みずほ
- りりあん

- 湯之上知子
- 小野由可里
- 真奈
- 葉月あい
- 結城夏那
- 篠崎愛
- 吉田もも
- 伊勢みはと

- 大澤とも
- 安藤成子
- 梶浦愛子
- 川村あんな
- 澤木律沙
- 後藤ゆいき

### 2008年
- 永瀬麻帆
- 星井愛美
- 水沢友香
- 鎌田奈津美
- 一戸愛子
- 桜井こずえ
- 八代みなせ

- 谷桃子
- 堀井沙織
- 彩川まい
- 有川知里
- 田中涼子
- 工藤菜緒（現・茨木菜緒）
- 浜崎慶美

- 高井みほ
- 桐山瑠衣
- 澤井玲菜
- 雨坪春菜
- かの夏帆（現・豊田果歩）
- 福井未菜
- 杉山菜摘

- 芹那
- 阪本麻美
- 木下このみ
- 中村美空
- 桜井美春
- 高城樹衣
- 伊藤結美

### 2009年
- 橘麗美
- 伊藤桃
- 松下美保
- リエコ・J・パッカー
- 和泉由希子

- 佐藤さくら
- 保田真愛
- 石井香織
- 福山咲良
- 佐々木澪

- 鈴木伶香
- 秋乃みずき
- 青木未央
- 吉川このみ
- 雛田みか

- いずみ唯
- 守永真彩
- 多田あさみ
- 渡辺奨子
- 齊藤夢愛